# Bertha Harris
Bertha Harris (* 17. Dezember 1937 in Fayetteville, North Carolina; † 22. Mai 2005) war eine US-amerikanische Schriftstellerin.

## Leben
Harris wurde in Fayetteville, North Carolina, geboren und zog in den 1960er Jahren nach New York City. Sie wird mit Kritiken und Lob hoch bedacht, aber ihre Romane sind der breiten Öffentlichkeit weniger vertraut. Am bekanntesten ist Harris für ihre Novelle Lover (1976 veröffentlicht). Sie publizierte zwei weitere Romane Catching Saradove (1969) und Confessions of Cherubino (1972). Beide Romane wurden vom Unternehmen Daughters, Inc., einem kleinen Verlag für Frauenliteratur, herausgebracht.
In ihren drei Romanen pflegt Harris die Ästhetik der Literatur des späten 20. Jahrhunderts. Ihre Werke dürften als Beispiele postmoderner Literatur eingeordnet werden. Ihre Romane sind literarisch stilistisch in einer Reihe mit Autoren wie Virginia Woolf, Gertrude Stein und Djuna Barnes (die Harris sehr bewunderte) zu betrachten. Sie gibt als Inspiration für ihre Arbeiten die Werke von Jill Johnston und die Tänzerin Yvonne Rainer an. Gemeinsam mit Emily L. Sisley gab sie 1977 das Buch The Joy of Lesbian Sex heraus. Der Roman Lover wurde 1993 von der New York University Press mit einem neuen Vorwort von Harris wieder aufgelegt. 1995 publizierte sie mit Gertrude Stein eine Biographie für jüngere Erwachsene. Am Ende ihres Lebens arbeitete sie an ihrem vierten Roman Mi Contra Fa, einer Komödie.

## Werke
- Catching Saradove (1969)
- Confessions of Cherubino (1972)
- Lover (1976 veröffentlicht)
- The Joy of Lesbian Sex (gemeinsam mit Sisley)
- Mi Contra Fa